# アンジェイ・ムンク
アンジェイ・ムンク（Andrzej Munk, 1929年10月16日 - 1961年9月20日）は、ポーランドの映画監督。

## 略歴
クラクフに生まれる。第二次世界大戦中にドイツがポーランドを侵略した際、ユダヤ系であったためにワルシャワに移り隠れ住んだという。ワルシャワ蜂起に参加するも鎮圧され、クラクフに戻りロープウェイの管理人として働く。
戦後はワルシャワ工科大学で建築を学ぶが健康を害してそこを去り、ワルシャワ大学で法律を学ぶ。更にウッチに移り、そこの演劇・映画学校で学ぶ。1951年に卒業した後はカメラマンとなる。数年の間はドキュメンタリー短編作品を制作。
1955年、『白い決死隊』で長編劇映画の監督デビューを果たし、ヴェネツィア国際映画祭で新人監督賞を受賞する。以降、『鉄路の男』や『エロイカ』などを発表しアンジェイ・ワイダと並ぶポーランド派の双璧とみなされたが、1961年、ホロコースト映画『パサジェルカ』を撮影するために訪ねていたアウシュヴィッツ＝ビルケナウ強制収容所から自宅に戻る途中、ウォヴィチュの近くで自動車事故による不慮の死を遂げる。

## 主な監督作
- 鉄路の男 Człowiek na torze （1956年）
- エロイカ（英語版） Eroica （1957年）
- 不運 Zezowate szczęście （1960年）
- パサジェルカ Pasażerka （1963年）（死後完成）